# Martin Bucer
Martin Bucer (født 1491 i Sélestat – 1551 i Cambridge) var en tysk reformator. Han gælder som Alsaces reformator og anses som faderen til konfirmationen. 
Allerede som dominikanermunk blev han påvirket af Erasmus af Rotterdams humanisme og tilsluttede sig den lutherske reformation. Som præst i Strasbourg fik han stor betydning for gennemførelse af reformation i det sydtyske område. Han prøvede flere gange at formidle mellem lutherske, calvinistiske og døberiske grupperinger og udviklede med konfirmationen en model, der bibeholdt barnedåben, men tilføjede dem en personlig bekræftelse gennem konfirmander. På grund af det augsburgske interim, som den tyske kejser indførte i 1548, flyttede han året efter til Cambridge i England, hvor han medvirkede ved udformningen af andet gennemsyn af alterbogen Book of Common Prayer.